# ام الزبار القبلیه
ام الزبار القبلیه یک منطقهٔ مسکونی در قطر است که در شهرداری الشحانیه واقع شده‌است. ام الزبار القبلیه ۴۶ متر بالاتر از سطح دریا واقع شده‌است.